# Fjällöpning
Fjällöpning är en typ av terränglöpning där idrottare springer i brant och ofta oländig terräng. Sporten har likheter med längdåkning, men utmaningen är att spåret läggs till en snabbt stigande terräng. 
Att springa i bergen och på kullarna är en gammal tradition, men är en relativt ny som tävlingsform. En nära besläktad variant är skyrunning, där man springer i höga berg, en sport populär i alpländerna.